# Револьверний кредит
Револьверний кредит (англ. revolving credit) — автоматично поновлюваний (від лат. revolve — обертатись) кредит, який широко використовується у світовій практиці на ринку позичкового капіталу. Револьверний кредит надається без додаткових переговорів між позичальником і банком, якщо сума кредиту не перевищує встановленого ліміту та строків погашення. Щодо цього револьверний кредит схожий на кредитування на основі кредитної лінії, хоча й має суттєві відмінності.
Сторонами в угоді про надання револьверного кредиту можуть бути уряди, міжнародні організації, групи банків, підприємства та фізичні особи. Револьверний кредит надається, як правило, позичальникам, які мають постійні відносини з банком, якісну кредитну історію, або під надійні гарантії. Прикладом револьверного кредиту можуть бути кредити за кредитними картками та за єдиним активно-пасивним поточним рахунком у формі овердрафту, певні кредитні лінії. Клієнт банку в разі нестачі власних коштів може скористатися револьверним кредитом без попередження банку і без оформлення додаткових документів, але в межах обумовленого угодою ліміту кредитування. Револьверний кредит погашається в міру надходжень коштів на рахунок клієнта. Погашення заборгованості відновлює вільний ліміт кредитування та автоматично продовжує право користування револьверним кредитом.